# Симфоническая поэма для флейты с оркестром
Симфоническая поэма для флейты с оркестром (нидерл. Symphonisch gedicht voor fluit en orkest) ми минор Op. 43a — сочинение Петера Бенуа, написанное в 1865 году. Наряду с Симфонической поэмой для фортепиано с оркестром подводит итог инструментального творчества композитора, в дальнейшем работавшего почти исключительно над вокально-симфоническими и хоровыми произведениями. Примерная продолжительность звучания 18 минут. При первой публикации в начале 1890-х гг. композитор добавил посвящение двум ведущим фламандским флейтистам — Жану Дюмону (первому исполнителю) и Теофилю Антони. Одновременно с оригинальной версией было опубликовано переложение Люсьена Вьётана для флейты и фортепиано.

## Состав
1. Блуждающие огоньки (нидерл. Dwaallichten)
2. Меланхолия (нидерл. Melancholia)
3. Танец блуждающих огоньков (нидерл. Dwaallichtendans)

## Характеристика музыки
Музыка Симфонической поэмы, как утверждается, основана на фламандском музыкальном материале и опирается на юношеские впечатления композитора.
Феликс Деласс в 1880 году оценил произведение Бенуа как неровное: по его мнению, если первая часть «чрезвычайно оригинальна с её раскачивающимся движением и тёплой окраской ритма и испанской мелодии», то в бешеном (фр. endiablé) финале партия солиста состоит из «банальных фраз, которые повторяются без надобности».

## Исполнения и записи
Поэма впервые прозвучала в Антверпене 26 февраля 1866 года в исполнении Жана Дюмона, в тот же вечер его сестра Софи Дюмон впервые исполнила Симфоническую поэму для фортепиано с оркестром; программа имела большой успех.
Запись Поэмы осуществила Габи Па ван Рит c Королевским филармоническим оркестром Фландрии под управлением Фредерика Девресе (1995).